# Bak (település)
Bak község Zala vármegyében, a Zalaegerszegi járásban.

## Fekvése
A Zalai-dombság területén, a Göcsejben, a Felső-Válicka patak völgyében fekszik a megyeszékhely Zalaegerszegtől körülbelül 12 kilométerre délre. Az Észak-Zalai Térségi Társulás tagja.
A közvetlenül határos települések: észak felől Sárhida, kelet felől Pölöske, délkelet felől Söjtör, délnyugat felől Baktüttös és Zalatárnok, nyugat felől Lickóvadamos, északnyugat felől pedig Gellénháza és Bocfölde. [Csak kevés híja van annak, hogy nem szomszédos északnyugat felől még Nagylengyellel is.]

### Megközelítése
Közúton a Keszthely–Lenti-Rédics között húzódó 75-ös, illetve a Nagykanizsa térségét Vasvárral összekötő 74-es főúton is elérhető; a megyeszékhellyel, illetve északi településszomszédaival összeköti a 7410-es út is. Letenye térségétől a Becsehelyről induló 7536-os út vezet idáig, délnyugati szomszédaival pedig a Pákáig húzódó 7543-as út köti össze.
A településen számos távolsági autóbuszjárat is keresztülhalad, így összeköttetésben áll Zalaegerszeggel, Nagykanizsával, Lentivel és Budapesttel is.
Vonattal a MÁV 23-as számú Rédics–Zalaegerszeg-vasútvonalán közelíthető meg. Bak vasútállomás a vonal állomásainak viszonylatában Sárhida megállóhely és Baktüttös megállóhely között található; fizikailag a belterület déli részén helyezkedik el, nem messze északi irányban a 75-ös főút vasúti keresztezésétől, közúti elérését az abból kiágazó 73 366-os számú mellékút biztosítja.

## Története
Bak első fennmaradt említése 1239-ből való. 1269-ben IV. Béla a pannonhalmi apátságnak adta, V. István azonban visszavette az apátságtól. Később a zalavári apátság kezébe került. Eközben a település jelentős fejlődést mutatott, 1400-ban mezővárosi jogokat kapott, és 1421-ben már országos vásárt rendezett. Egy ideig az Ördög család volt a földesura, majd később Nádasdy Ferenc. A 16. században és 1600 után is többször feldúlták a törökök.
1690-ben a Széchényiek tulajdonába került, akik majorságot hoztak létre Bakon. A korábban mezővárosi jogokkal rendelkező település a 18. században ismét egy falu szintjére esett vissza. Az 1820-as években a földesúr, Széchenyi István korszerűsítette a mezőgazdaságot. 1839-ben komoly tűzvész pusztított a faluban, amely teljesen leégett.
1898-ban épült meg a településen áthaladó Csáktornya–Zalaegerszeg–Ukk vasútvonal. Az 1900-as években a közúthálózat is elérte, és 1935-től autóbusz is jár a településre.
A második világháború során sok baki származású katona esett el, jelentős számú zsidó és kisebb számú cigány lakost pedig megsemmisítőtáborokba hurcoltak el a faluból.
A háború után ismét nőtt a település jelentősége. 1962-ben ide került az állami gazdaság központja, s ez sok lakosnak biztosított munkahelyet. Fejlődése az 1990-es években sem állt meg, turistaforgalma jelentősen megnőtt.
1998. november 14-én a nem messze fekvő nagylengyeli szénhidrogénmezőn gázkitörés történt, ezért a falu lakosait több napra ki kellett telepíteni.
A településen polgárőrség működik.

## Közélete

### Polgármesterei
- 1990–1994: Lövey István (független)[4]
- 1994–1998: Lövey István (független)[5]
- 1998–2002: Lövei István (független)[6]
- 2002–2006: Lövei István (független)[7]
- 2006–2010: Molnár Károly (független)[8]
- 2010–2014: Molnár Károly (független)[9]
- 2014–2019: Molnár Károly (független)[10]
- 2019–2024: Farkas Tamás Attila (független)[11]
- 2024– : Farkas Tamás Attila (független)[1]

## Népesség
A település népességének változása:
| Lakosok száma | 1628 | 1594 | 1578 | 1572 | 1584 | 1540 | 1528 | 1515 |
|               | 2013 | 2014 | 2015 | 2019 | 2021 | 2022 | 2023 | 2024 |

A 2011-es népszámlálás idején a nemzetiségi megoszlás a következő volt: magyar 96,5%, cigány 2,16%, német 0,93%. 64,7% római katolikusnak, 1,04% reformátusnak, 4,9% felekezeten kívülinek vallotta magát (28,1% nem nyilatkozott).
2022-ben a lakosság 92,7%-a vallotta magát magyarnak, 2,4% cigánynak, 0,7% ukránnak, 0,7% németnek, 0,2% horvátnak, 0,1-0,1% örménynek és románnak, 2% egyéb, nem hazai nemzetiségűnek (6,4% nem nyilatkozott; a kettős identitások miatt a végösszeg nagyobb lehet 100%-nál). Vallásuk szerint 55,8% volt római katolikus, 1% református, 0,5% evangélikus, 0,1% görög katolikus, 0,5% egyéb keresztény, 1,6% egyéb katolikus, 7% felekezeten kívüli (33,5% nem válaszolt).

## Nevezetességei

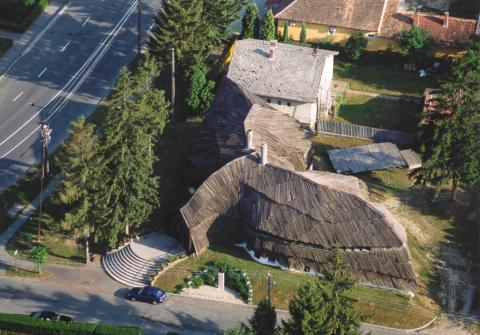
A Makovecz Imre tervei alapján épült faluház

- Faluház (Makovecz Imre tervezése)
- Római katolikus templom

## Érdekesség
Egyike az öt magyar településnek, amelynek a nevét kráter viseli a Marson (3,2 km átmérő, elfogadva: 1988 óta).